# Builoko
Builoko (Bui-loko) ist eine osttimoresische Siedlung im Suco Acubilitoho (Verwaltungsamt Lequidoe, Gemeinde Aileu).

## Geographie
Das Dorf Builoko liegt im Süden der Aldeia Biiloco, in einer Meereshöhe von 909 m. Das Dorf liegt in einer Schleife des Manufonihun, der später Manufonibun heißt. Der Fluss gehört zum System des Nördlichen Laclós. Südlich benachbart ist das Dorf Biloco (Biloko), in dem sich eine Grundschule und eine Kapelle befinden. Eine kleine Straße führt auch nach Norden, vorbei an weiteren kleinen Siedlungen und einzelnen Häusern bis Namolesso.